# Casa Concepció Verges Vda. Pujol
Casa Concepció Verges Vda. Pujol és una obra modernista de Vic (Osona) protegida com a Bé Cultural d'Interès Local.

## Descripció
Edifici civil. Casa de carrer que consta de planta baixa destinada a taller i primer pis. És coberta a una sola vessant i és més baixa que les de la resta del carrer. Cal remarcar que a la planta baixa hi ha dos portals d'arc de mig punt formats per grossos carreus poligonals i a nivell de l'imposta s'hi formen unes motllures tubulars. A la part esquerra hi ha un portal rectangular que condueix als habitatges. Al damunt hi ha un escut de línies modernistes amb la data de construcció. Al primer pis s'obren uns balcons amb els ampits de pedra i les baranes decorades de formes bombejades, les llindes de les quals tenen motius florals. La resta de l'edificació és arrebossada. L'estat de conservació és bo per bé que caldria netejar la façana.

## Història
Casa de tipus modernista situada al carrer pla de Balenyà. Fou construïda pel mestre d'obres Josep torner. És de petites dimensions i sense cap pretensió senyorial però deixa traslluir l'estètica modernista de principis de segle que tantes obres interessants deixà la ciutat de Vic